# Landreiterstraße 7
Das Gebäude Landreiterstraße 7 in Schwerin, Stadtteil Schelfstadt, Landreiterstraße 7, Ecke Schelfstraße, ist ein Baudenkmal in Schwerin. Es wird seit 2010 durch die  Christengemeinde Arche Schwerin genutzt.

## Geschichte
Die Schelfstadt, ursprünglich die Schelfe, seit 1349 auch Neustadt, entwickelte sich seit dem 11. Jahrhundert als zunächst selbstständiger Ort. 1705 erhielt sie das Stadtrecht. Ein späteres Baureglement schrieb die Traufständigkeit und die Höhe der Häuser vor. Bis 1969 reichten die Grundstücke an der Landreiterstraße bis an den Ziegelsee; seither trennt die neue Knaudtstraße diese vom See.
Das zweigeschossige 11-achsige klassizistische Wohnhaus vom Ende des 18. Jahrhunderts hat einen dominanten dreigeschossigen Eingangsrisalit mit einer großen oberen Lünette bzw. Rundfenster und einem  Dachüberstand.
Rund 90 Jahre hatte die Baptisten-Gemeinde seit etwa 1920 ihren Sitz in der Landreiterstraße 7. Sie zog 2010 um, da sie mehr Platz benötigte. Seitdem hat hier die evangelische Christengemeinde Arche Schwerin ihr Domizil. Sie gehört zum Bund Freikirchlicher Pfingstgemeinden (BFP) (s. auch Pfingstbewegung).